# Insomniac (Enrique Iglesias)
Insomniac è il decimo album del cantante spagnolo Enrique Iglesias pubblicato nel 2007.

## Tracce
1. Ring My Bells – 3:56
2. Push (feat. Lil' Wayne) – 3:53
3. Do You Know? (The Ping Pong Song) – 3:40
4. Somebody's Me – 4:00
5. On Top of You – 3:40
6. Tired of Being Sorry – 4:03
7. Miss You – 3:23
8. Wish I Was Your Lover – 3:25
9. Little Girl – 3:47
10. Stay Here Tonight – 4:15
11. Sweet Isabel – 3:15
12. Don't You Forget About Me – 3:12
13. Dímelo – 3:39
14. Alguien soy yo – 4:00
15. Amigo vulnerable – 4:03

## Classifiche
| Classifica (2007) | Posizione più alta |
| ----------------- | ------------------ |
| Australia         | 44                 |
| Austria           | 14                 |
| Belgio (Fiandre)  | 38                 |
| Belgio (Vallonia) | 46                 |
| Danimarca         | 5                  |
| Finlandia         | 16                 |
| Francia           | 36                 |
| Germania          | 14                 |
| Irlanda           | 16                 |
| Messico           | 4                  |
| Paesi Bassi       | 6                  |
| Portogallo        | 20                 |
| Regno Unito       | 3                  |
| Spagna            | 8                  |
| Stati Uniti       | 17                 |
| Svezia            | 24                 |
| Svizzera          | 8                  |
| Ungheria          | 31                 |